# Белявский, Зыгмунт
Зыгмунт Белявский (пол. Zygmunt Bielawski; 19 мая 1937 — 19 ноября 2006) — польский актёр театра, кино и телевидения, также театральный режиссёр и директор театра.

## Биография
Зыгмунт Белявский родился в Болехове. Актёрское образование получил в Киношколе в Лодзи, которую окончил в 1962 году. Дебютировал в театре в 1962. Актёр театров в Лодзи, Вроцлаве и Еленя-Гуре, директор театра в Еленя-Гуре. Выступал в спектаклях «театра телевидения» в 1968—2004 годах. Умер во Вроцлаве и там похоронен.

## Избранная фильмография
- 1964 — Агнешка 46 / Agnieszka 46 — гость на танцах
- 1965 — Голубая комната / Błękitny pokój — офицер
- 1967 — Все свои / Sami swoi — Павел Павляк
- 1969 — Красное и золотое / Czerwone i złote — Збигнев Заперальский, сын церковного
- 1971 — Эпидемия / Zaraza — лётчик из Варшавы
- 1973 — Дорога / Droga — Павел Павляк (только в 5-й серии)
- 1974 — Тут крутых нет / Nie ma mocnych — Павел Павляк
- 1974 — Час за часом / Godzina za godziną — секретарь партии
- 1977 — Люби или брось / Kochaj albo rzuć — Павел Павляк
- 1978 — Посреди ночной тишины / Wśród nocnej ciszy — журналист
- 1978 — Дознание пилота Пиркса / Test pilota Pirxa — представитель фирмы
- 1978 — Жизнь, полная риска / Życie na gorąco — Хаиндт, австрийский журналист (только в 1-й серии)
- 1979 — Грезить во сне / Śnić we śnie — врач
- 1980 — Потому что я помешался для неё / Bo oszalałem dla niej — капитан милиции
- 1981 — Страхи / Dreszcze — директор учебного центра
- 1981 — Лимузин Даймлер-Бенц / Limuzyna Daimler-Benz — воевода
- 1982 — Аварийный выход / Wyjście awaryjne — актёр в царском мундире в туалете в здании телевидения
- 1982 — Великий Шу / Wielki Szu — официант в отеле
- 1982 — Пепельная среда / Popielec — Ваньтович
- 1986 — Я люблю вампира (Я люблю летучих мышей) / Lubię nietoperze — детектив
- 1986 — Магнат / Magnat — Казимеж
- 1987 — Заклятие долины змей / Klątwa Doliny Węży — Морино
- 1988 — Звезда Полынь / Gwiazda Piołun — полковник
- 1988 — Нью-Йорк, четыре утра / Nowy Jork, czwarta rano — учитель пения
- 1988 — Между волки / Pomiędzy wilki — полковник Гаврилюк
- 1992 — Выброшенные из жизни / Zwolnieni z życia — начальник капитана
- 1998 — Экстрадиция 3 / Ekstradycja 3 — директор детского дома
- 2000 — Без жалости / Nie ma zmiłuj — отец Петра
- 2001 — Канун весны / Przedwiośnie — врач
- 2006 — Фонд / Fundacja — психиатр

## Признание
- 1982 — Заслуженный деятель культуры Польши.
- 1985 — Серебряный почётный знак «За заслуги перед Австрийской Республикой» (Австрия)[2].
- 2002 — Золотой Крест Заслуги.
- 2006 — Серебряная медаль медаль «За заслуги в культуре Gloria Artis».
- 2006 — Кавалерский крест Ордена Возрождения Польши (признали посмертно)[3].